# Hoogeveens Dagblad
Het Hoogeveens Dagblad verscheen tussen 1966 en 1991 in de regio Hoogeveen als kopblad van de Drentse en Asser Courant.
De krant vormde de regionale uitgave voor Hoogeveen en omstreken van de Drentse en Asser Courant. De uitgever was de Drents-Groningse Pers die werd gevormd in 1964 toen de Drentse en Asser Courant en de Emmer Courant fuseerden. In 1975 werd de Drents-Groningse Pers eigendom van Wegener (media). Deze besloot in 1991 de uitgave Hoogeveens Dagblad te hernoemen tot Drentse Courant.
In 1995 werd de Drents-Groningse Pers verkocht aan de Hazewinkel Pers. In 2002 ging de Drentse Courant op in het Dagblad van het Noorden.